# Beneficia Dei
Beneficia Dei è un'enciclica di papa Pio IX, pubblicata il 4 giugno 1871, con la quale il Pontefice, nel 25° anno di pontificato, ricorda il positivo cammino percorso, sia pure fra tante difficoltà: la proclamazione del dogma dell'Immacolata Concezione e la convocazione del Concilio Ecumenico Vaticano, sospeso per le note vicende del 1870, culminate con la presa di Roma e la fine del potere temporale, eventi contro i quali il Papa rinnova la protesta; inoltre il Pontefice fa presente con una certa soddisfazione che la durata del proprio papato eguaglia quella di San Pietro.